# Рибе
Рибе (лат. Pisces) ектотермни су водени кичмењаци који живе готово искључиво у води. Наука која се бави рибама зове се ихтиологија. Постоји преко 33.100 врста риба, што их чини највећом групом кичмењака. Око половине свих кичмењака су рибе, најстарији познати фосили су стари 450 милиона година. За кретање им служе парна и непарна пераја. Дишу шкргама, а срце им има једну преткомору и једну комору и кроз њега протиче редукована крв. Немају мали крвоток. Најразвијенији део мозга је мали мозак. Кичменица је образована и може бити хрскавичава или окоштала. Оплођење је спољашње, а врсте по основу доношења младих могу бити овипарне, ововивипарне и вивипарне.
Рибе су врло стара и велика група кичмењака, која се одликује знатном разноликошћу. Оне су широко распрострањене у скоро свим водама на земљи: од високопланинских потока и језера (језеро Титикака, 4.572 m) до највећих морских дубина Маријанског рова, 10.912 m), те од вода које су близу тачке замрзавања до топлих извора. У мноштву врста риба у савременој фауни сусрећу се и прави дивови дуги до 20 m и тешки 15—20 тона, као што је морски пас Rhincodon typus, као и патуљци који не нарасту више од једног центиметра.
Деле се на хрскавичњаче (Chondrichthyes), у које се између осталих убрајају морски пси и раже, и коштуњаче (Osteichthyes) које обухватају све остале рибе. Надразред Osteichthyes дели се на разреде Actinopterygii (зракоперке) и Sarcopterygii (многоперке и дводихалице из Африке и Аустралије). Некада су постојале и рибе оклопњаче (Placodermi) и бодљикави морски пси (Acanthodii), али су изумрле. Рибе се исто тако деле се и на морске и слатководне.
Од морских риба у Јадранском мору је до сада забележено око 400 врста: око 350 из разреда Osteichthyes (коштуњаче) и 50 врста из разреда Chondrichthyes (хрскавичњаче), што износи око 70% познатих врста риба у Средоземном мору (укупно 579 врста и подврста). Иако слатке воде представљају тек мали постотак укупне водене површине, једна трећина свих риба примарно су слатководне врсте. До данас је описано око 10.000 слатководних риба, а сваке године открије се око 200 нових врста. Европска ихтиофауна броји око 316 врста слатководних риба, а смањење њене разноликости последица је ледених доба.

## Разноврсност
Рибе су најмногобројнија група кичмењака. Обухватају скоро половину свих кичмењака. У рибе спадају рушљорибе, штитоноше и кошљорибе.
Рушљорибе (Ајкуле и раже) живе у морима. Њихове шкрге се не налазе у заједничкој дупљи коју покрива шкржни поклопац, већ свака шкрга има посебан отвор. Отвори се виде на телу, одмах иза главе. Усни отвор ајкула и ража налази се са доње стране главе, а врх главе извучен је у шиљату њушку. Због тога се ајкуле, када нападају, окрећу леђима надоле. И раже су грабљивице. За разлику од ајкула, оне живе на дну мора. Најпознатије врсте су плава ајкула или пас мордуљ и ража каменица.
Штитоноше су назив добиле по малим коштаним штитовима који се у пет редова пружају дуж тела. Најпознатије штитоноше су кечига, моруна и јесетра. Кечига живи на дну река (има је у српским равничарским рекама). Велика је грабљивица. Јесетра и моруна су рибе селице: живе у морима, а у време мреста улазе у реке и пливају узводно да би положиле јаја. Могу се наћи и у Дунаву.
Кошљорибе су најбројније међу рибама. Живе у свим водама. У српским рекама живе шаран, караш, лињак, мрена, сом, штука, гргеч, смуђ, пастрмка и још много других врста.
У мору живе скуша, зубатац, ослић, сардела. Постоје и врсте које су селице. Таква је, на пример, јегуља.
Женке јегуље живе у рекама, а мужјаци у морима поред ушћа река. Када дође време размножавања, женке крећу низ реке, улазе у море, срећу се са мужјацима и настављају заједно да пливају. Све јегуље, из свих река Европе, одлазе до једног дела Атлантског океана (Саргаско море). Тамо се мресте и угину. Из јаја се развијају ларве које ношене воденим струјама доспевају на исто место одакле су дошли њихови родитељи. Док стигну тамо, од њих се развијају одрасле јегуље. И опет мужјаци остају у мору, а женке настављају да пливају узводно. И то се понавља милионима година. Нарочито је интересантна једна мала риба — грегорац. Мужјак ове рибе прави од воденог биља гнездо величине ораха. Неколико женки положи јаја у гнездо, а онда их мужјак чува. Неко време води бригу и о младима.

## Грађа
Тело је вретенасто и бочно спљоштено, хидродинамичног облика. На телу се разликују: глава, труп и реп.

### Глава
Ту се налазе парни носни отвори и велике очи без очних капака. Са стране главе су велики шкржни поклопци испод којих су шкрге. Неке врсте (грабљивице) у усној шупљини имају зубе.

### Труп и реп
Од почетка трупа до репа протеже се бочна линија. На граници трупног и репног дела тела налази се анални отвор, а иза њега на мокраћно-полној квржици најпре је полни, а затим мокраћни отвор. Рибе имају парна и непарна пераја. Парна пераја постављена су упоредно с телом. Парна пераја су прсна и трбушна. Прсна пераја учвршћују се на оплечје иза шкржног отвора. Трбушна пераја нису фиксирана за осни скелет, па могу бити смештена на различитим деловима тела. Непарна пераја су леђна, репна и подрепна. Репна пераја код коштуњача је хомоцеркална (реп је изван симетричан, али изнутра кичма се завршава у горњем краку).
Врсте репних пераја:
1. Протоцеркална пераја
2. Хетероцеркална пераја
3. Дифицеркална пераја
4. Хомоцеркална пераја
5. Протоцеркална
6. Хетероцеркална
7. Дифицеркална
8. Хомоцеркална

Репно пераје је главни орган за покретање. Постоји једно или два леђна пераја и једно подрепно. Постоји још и масно пераје (код породице Salmonidae, Ameiuridae и др) које је смештено с леђне стране, а не садржи никакве коштане потпоре.

### Кожа
Састоји се од два слоја, танке поусмине и дебље усмине. Поусмина садржи две врсте слузних жлезда које луче слуз, смањујући тако трење при пливању. У време мреста на површини се јављају бисерни органи, орожнали део поусмине. Усмину граде stratum spongiosum и stratum compactum. Ту су везивно ткиво, живци, пигментне ћелије и љуске (које се преклапају). Пигментне ћелије су меланофори, гуанофори и ксантофори. Љуске које настају из остеобласта грађене су од од два слоја, горњег коштаног и доњег који чини везивно ткиво прожето кречњаком. Такве љуске се називају еласмоиднима (коштаним). Код шаранки љуске су округлог облика – циклоидне, а код гргечки чешљастог облика – ктеноидне. На љускама се уочавају зоне прираста. Зими је метаболизам рибе спорији, а лети бржи. У складу с тим иде и раст рибе, па се зими јављају на љускама тамније, а лети светлије зоне. Могу се налазити и вишећелијске жлезде које су постале органи који емитују светлост – фотофори. У усмини се налазе два снопа колагених влакана у супротним спиралама, тако да се риба може прегибати без набирања коже.

### Костур
Мозак и кичмена мождина су заштићени лобањом и кичмом. Скелетни систем грађен је од коштаног ткива које граде два типа костију: кожне или покровне и хрскавичне или заменске кости.

#### Костур лобање
Лобања је тропибазалног типа (очне орбите близу, тј. одвојене само танким септумом). Доња вилица је за лобању причвршћена хиостилично. Хрскавичне кости настају заменом хрскавице коштаним ткивом. Кожне кости настају из усмине. Лобања се може поделити на живчани и шкржни део. Живчану лобању – Neurocranium – чине затиљна (occipitale), темена (parietale), чеона (frontale) и носна (nasale) регија. Шкржну лобању — Splanchocranium – чини пет пари шкржних лукова и чељусна лук. Вилични лук чине горња и доња вилица. Пети шкржни лук је јако редукован и ту се могу налазити ждрелни зуби, допунски уређај за жвакање. Шкржне лукове покривају шкржни поклопци – operculumi.

#### Костур кичме
Функција кичме је спречавање скраћивања тела приликом мишићних контракција. Грађена је од коштаног ткива (код коштуњача), па се на њој разликују трупна и репна регија. Чине је пршљенови који се састоје од тела (centrum), живчаних лукова који завршавају леђним трнастим наставком, а код репних пршљенова крвни лукови завршавају се трбушним трнастим наставком. Трупни пршљенови немају доње лукове, већ наставке парапофизе на које се настављају ребра. Тело кичмењака је удубљено с обе стране – амфичелни или двочашкасти пршљенови. У просторима између појединих пршљенова је остатак свитка, који даје већу издржљивост и гибљивост кичме. Постоје два типа ребара, плурална — која иду између мишића — и дорзална — која су интрамускуларна и то су међумишићне кошчице које настају од везивног ткива. Оба типа су причвршћена на тело кичмењака. Неке рибе имају и горња ребра (сардела и лосос).

#### Костур удова
Непарна леђна пераја (pinnae dorsalis - D) састоје се од унутрашњих коштаних шипчица – radialia и од спољашњих перајних шипчица – lepidotrichia. Пераја су помоћу перајних потпора повезане с костуром. Парна прсна пераја (pterygia pectoralia - P) састоје се од radialia и lepidotrichia. Преко оплечја су причвршћена на слушни део лобање. Оплечје је чврсто везано на осни костур тако да су пераје непокретне. Оплечје чине лопатица (scapula), врањача (coracoideim), доврањача (masocoracoideum) и кожна кост грлењача (cleithrum).
Парна трбушна пераја (pterygia ventralia - V) исте су грађе, али везана су на куковље, које је грађено од једне троугласте кости – basopetrygium. Куковље није везано на осни костур. Пераја служе као органи за дизање и спуштање. Прсна пераја служе за окретање и одржавање у одређеном положају. Леђна и трбушна пераја не учествују код активног покретања, али дају телу покретљивост. Репно пераје служи као кормило.

### Мишићни систем
Правилна сегментација мишића с двоструким W распоредом миомера и миосепти. Разликују се бији и црвени мишићи. Бији мишићи се контрахују анаеробно па за енергију користе глукозу при чему настаје лактат – млечна киселина. Црвени се мишићи контрахују аеробно, за енергију користе масти, а настаје угљен-диоксид.

### Систем за дисање
Рибе имају четири пара шкрга на четири шкржна лука. Међушкржне преграде су редуковане. Са сваке стране шкрге покрива шкржни поклопац – operculum. На унутрашњој страни оперкулума се налази лажна шкрга, pseudobranchia, која се састоји од само једног реда шкржних листића и не учествује у дисању, али се на њој налазе рецептори који помажу у контроли дисања. На свакој шкрги је двоструки ред шкржних листића. Вода улази кроз уста и излази кроз operculum-а ван. У шкржним ресицама крв тече у супротном смеру од пролаза воде. Пут воде – уста отворена, а поклопац затворен па вода улази у ждрело преко шкрга у шкржну пукотину коју затвара operculum. Уста се затварају, а вода излази кроз operculum. Рибе које се повремено задржавају изван воде јер живе у плитким и муљевитим водама могу да удишу ваздух који апсорбују преко цревног епитела, слузокоже, шкржне шупљине или преко коже. Operculum је коштани поклопац.

### Систем за варење
Варење започиње устима. Језик је слабо покретан и он је слузави конус без мишића. Код шаранки на задњем делу шкржног костура налазе се ждрелни зуби. Рибе већином усисавају своју храну. Ждрело излучује слуз па кад се нагло отворе уста, долази до усисавања плена. Помоћу мукозне секреције храна пролази кроз ждрело. Једњак је кратак. Желудац није јасно одељен на кардијачни и пилорићки део. Око дуоденума се налазе вратарнићки (пилорићки) привесци који повећавају прехрамбену способност црева. Има их 2—200. Црево је дугачко и без тифлозолиса.
Јавља се вилица са зубима. Зуби су окренути према назад и углавном служе за придржавање хране. Већина риба је карниворна. Рибе не могу да жваћу храну јер би им то блокирало проток воде кроз шкрге. Зуби у вилицама и непца служе за придржавање плена. За механичку разградњу хране служе ждрелни зуби. Постоје и хербиворне рибе, које се хране детритусом, омниворне, које се хране суспензијом, па и паразити који сишу телесну течност других риба. Црево које се наставља на желудац је код карнивора кратко, а код хербивора дуго. У већини случајава храна се не разграђује у желуцу помоћу ензима, него се разградња и апсорпција догађа у цреву. У пилорићким наставцима се налазе ензими и они имају главну улогу у апсорпцији масти. Тифлозолис повећава површину цревног епитела како би се повећала површина апсорпције хране.

#### Јетра
Јетра је непотпуно подељена на десни и леви режањ, а има жучни мехур. Гуштерача је подељена на ендокрини и егзокрини део. Код већине риба постоји жучни мехур, где се сакупљају секрети јетре. Улога јетре је још и складиштење гликогена. Гуштерача је мала и повезана са жучним каналом. Гуштерача и јетра могу бити спојене у хепатопанкреас.
Слезена се налази у завоју дуоденума. Слезена је тамноцрвена пирамидална структура која се налази иза желуца или је с њим повезана. Нема дигестивну улогу већ учествује у стварању или разградњи крвних ћелија.
Рибљи мехур настаје као леђна избочина једњака. Протеже се између цревног тракта и бубрега дуж целе леђне стране трбушне шупљине. Испуњен је гасом и богат крвним жилама. Рибљи мехур и једњак код physostoma остају повезани помоћу ваздуховода Ductus pneumaticus, потом се тај канал отвара у ждрело и кроз њега се мехур напуни ваздухом (оне гутају ваздух). Ако мехур није повезан с једњаком, као код physochlista оне не гутају ваздух јер имају црвену гасну жлезду која из крви преузима гасове којима пуни мехур. Зид рибљег мехура има капиларна разграњења, rete mirabile, у којима крв тече у супротном смеру од смера у артеријама и венама. Гасове у рибљем мехуру чине 83% азот, 15% кисеоник и 21% угљен-диоксид.

##### Улоге рибљег мехура
- хидростатички орган, па служи за одржавање равнотеже,
- ширењем мехура риба се диже а скупљањем се спушта јер је специфична тежина рибе једнака специфичној тежини околне воде,
- респираторни орган,
- орган за продукцију звука — пролазак гаса између делова мехура и кроз ваздуховод производи звук,
- орган за примање звука — рибљи мехур је код шаранки повезан с унутрашњим ухом преко Веберовог органа.

Зид рибљег мехура састоји се од Tunica externa — компактно везивно ткиво; submucosa — растресита везивна ткива, крвне жиле и живци. Рибљи мехур је хомологан плућима, јер омогућује коришћење атмосферског кисеоника за дисање. Рибе су теже од воде па би без рибљег мехура тонуле.

### Систем крвотока
Срце је венско. Састоји се од венског затона, преткоморе и коморе. Из срца излази трбушна аорта. Започиње проширењем, аортином главицом, а касније се из трбушне аорте одвајају 4 доводне шкржне артерије које воде венску крв у шкрге. Четири одводне шкржне артерије носе артеријску крв у главени круг, circus cephalicus, као и у парне корене леђне аорте. Из главеног круга излазе главине артерије које носе артеријску крв у мозак. Венски систем чине портални опток бубрега и јетре, 2 предње и 2 стражње главне вене које воде крв у срце преко Кувијерових протока. У крви се налазе еритроцити с језгром, леукоцити, гранулоцити, моноцити и лимфоцити. Лимфни систем добро је развијен испод коже у мишићима и мезентерама.

### Нервни систем
Нервни систем (цеваст) се састоји од мозга, кичмене мождине и нерава. Најразвијенији део мозга риба је средњи мозак.
Предњи мозак је мали и има парне хемисфере. Из вентралне регије иду влакна за мирисне режњеве. Основна му је улога организација и координација механизама који настају у другим деловима мозга. Има важну улогу у понашању приликом размножавања. Међумозак садржи епифизу са фоторецепторима и хипоталамус на који се с доње стране наставља левак на који прилеже хипофиза, крвожилни мешчић и доњи режњеви.
Средњи мозак је највећи део мозга код риба. Састоји се од крова (tectum opticum) у који улазе оптичка влакна, влакна из бочне пруге, дисајних органа и задњег мозга. Контролише понашање, учење и остале облике комплексног понашања. Ту се налазе и моторни центри. Највише се истичу видни режњеви.
Стражњи мозак је велики код добрих пливача. Контролише прецизне и темпиране покрете.
Примозак — из њега излази 10 пари лобањских живаца и на њега се наставља леђна мождина. Аутономни нервни систем састоји се од 11 пари можданих живаца.

### Чула
Очи: Најосетљивије на жутозелену боју, а то је она таласна дужина која најдубље продире у воду. Састоје се од спљоштене рожњаче чији спољашњи слој замењује очне капке, великих сочива, хрскавичне беоњаче и 6 мишића за покретање очне јабучице. Musculus retractor lentis повлачи сочиво према мрежњачи (фокусирање) иза које се налази жилница из које излази српасти изданак processus falciformis. У жилници се налази и rete mirabile (чудесна мрежица) која има храњиву улогу. Око садржи огледало, то је посебан слој крвних жила богат кристалићима који рефлектују светло. Има још и шареницу.
Батипелагичне рибе (живе на дубинама > 1.000 m) немају функционалне очи, а мезопелагичке (200—1.000 m) имају врло велике очи са специјалним прилагођавањима на слаби интензитет светла — телескопске очи (велико сочиво, танка рожњача, додатна ретина). Индекс преламања светлосних зрака износи 1,00. Рожњача има индекс преламања светлости око 1,37. Индекс преламања воде износи 1,33. Зраци светлости се преламају на граници воде и рожњаче, пуно мање него на граници ваздуха и рожнице. Код риба се цело сочиво помиче од или ка мрежљачи (m. retractor lentis) да би се фокусирао објект.
Орган слуха: Служи за осећај равнотеже, убрзања и за слух. Унутрашње ухо састоји се од спољашњег, коштаног и унутрашњег опненог лавиринта. Горњи део лавиринта чине 3 полукружна каналића и utriculus, јајаста кесица, а доњи део sacculus, кугласта врећица и лагена.
Сензитивна места су utriculus, sacculus и лагена и они у себи садрже слушне каменчиће отолите (lapillus, sagitta, asteriscus). Код риба које чују, унутрашње ухо је у контакту са рибљим мехуром. Рибе могу да производе звук, за стварање јата, дозивање партнера, плашење или упозоравање непријатеља.
Механизми производње звука; стимулација трењем пршљена, оперкулума, костију оплећја, зуба, испуштањем гаса из рибљег мехура.
Бочна пруга: чине је чулне ћелије неуромасти с чулним длачицама, које стрше у желатинозну куполу, која се помиче покретима воде. Помоћу њих се региструје струјање воде узроковано другим организмима. Њихова улога је процена снаге и правца воденог тока, избегавање препрека, хватање плена.
Хеморецептори: Чула за укус, налазе се на устима и ждрелу, на брчићима, а могу бити и на целом телу. Чула за мирис су такође хеморецептори. Налазе се са сваке стране иза носног отвора. Постоје предњи и стражњи носни отвори, тако да на предње вода улази, а на стражње излази. Чуло мириса рибе користе за тражење хране и препознавање пола своје врсте.

### Мокраћни мехур
Бубрези — opistonephros — смештени су на леђној страни тела изнад рибљег мехура. Горњи део бубрега pronephros је лимфоидни орган, а доњи део opistonephros је функционалан. Мокраћоводи се страга проширују у мокраћни мехур. Отварају се иза аналног отвора, па не постоји клоака. Отварају се на мокраћнополној папили, прво полни па мокраћни отвор. Амонијак и уреа, тј. азотни остаци излучују се 6 пута више преко шкрга него преко бубрега. Морске рибе имају мању количину соли у крви него што је у морској води захваљујући осморегулаторним процесима. Код слатководних риба количина соли у крви је већа него у околној води па  ради осмозе улази у тело, те је морају појачано избацивати.

### Полни систем
Полни и мокраћни систем су одвојени. Код мужјака постоје парни семеници, а семеводи се спајају у заједнички семевод и отварају се на мокраћнополној папили. Код женки се налазе парни јајници продуженог облика, као и јајоводи који се отварају посебним полним отвором иза аналног, а испред мокраћног отвора. Ако јајоводи не постоје (Perca fluviatilis — гргеч) јаја се избацују у утробну шупљину. Оплодња је спољашња. Женка полаже икру коју мужјак прелије семеном. Браздање јајета је парцијално, јер су јаја богата жуманцетом. Из јаја се излеже ларва која се неко време храни жуманчаном врећом коју носи са собом. Тек након ресорпције жуманчане вреће ларва добије изглед мале рибе.

### Посебни орган
Електрични органи: Јака поља за напад или одбрану, слаба за примање електричних чула или за комуникацију, у муљевитим водама. Настају преображајем мишића у ћелије које се називају електроцити. То су мишићне ћелије које су изгубиле способност контракције, а специјализовале су се за стварање јонизацијског тока. Морске рибе су бољи проводници електричне струје од слатководних.
Електрорецептори: Настају из неуромаста бочне пруге. Код риба које могу постићи јаку струју електрични органи су смештени у предњем делу тела, а код осталих у репном делу. Служе за детекцију електричног поља.
Светлећи органи: присутни су код риба које живе на великим дубинама и 95% риба које живе испод 50 m дубине. Већином је то плаво зелена светлост коју производе фотофоре настале из преображених слузних жлезда. Код многих врста светлост стварају светлеће бактерије смештене у појединим органима. Светлосни органи служе за препознавање полова или за плашење, као и за освајање жртве. Такви светлећи органи се виде и до 15 m далеко.
Рибе могу да имају и отровне жлезде, као и да помоћу посебних органа уштрцавају отров у плен.

## Таксономија
Риболики организми су парафилетска група кичмењака: то је грана (кладус) која обухвата све рибе, а такође садржи и тетраподе, који нису рибе, иако су се развили од риба. Ајкуле и раже су генетски од осталих риба подједнако удаљене колико и од тетрапода (водоземаца, гмизаваца и сисара). Из тог разлога, такве групе као што су „класа рибе“ која се описује у старијим референтним радовима више се не користе у формалној класификацији.
Традиционална подела рибе сврстава у три постојеће класе (разреда), док се изумрли облици понекад сврставају у стабло, а понекад у посебну класу:
- Разред (класа) Agnatha (безвиличне рибе);
  - Подразред Cyclostomata (колоусте лампетре);
  - Подразред Ostracodermi (оклопљене безвиличњаче) †;
- Разред  (хрскавичаве рибе);
  - Подразред Elasmobranchii (ајкуле и раже);
  - Подразред Holocephali (химере и изумрли сродници);
- Разред Placodermi (оклопњаче) †;
- Разред Acanthodii (бодљикаве ајкуле ", понекад сврставане у кошчљорибе)†;
- Разред Osteichthyes (кошљорибе);
  - Подразред Actinopterygii (зракоперке);
  - Подразред Sarcopterygii (рибе меснатих пераја, преци тетрапода).

Горња подела је једна од оних које се најчешће сусрећу у неспецијалистичким и генералним радовима. Многе од наведених група су парафилетичне, по томе што су довеле до појаве узастопних група: безвиличне су преци хрскавичавих риба (Chondrichthyes), које су довеле до појаве хрскавичавих акантоида, предака кошљориба (Osteichthyes). Након филогенетске номенклатуре, рибе су подељене по детаљнијим схемама, са следећим главним групама:
- Разред Myxini (колоусте)
- Разред  † (ране виличњаче)
- Разред  †
- Разред  †
- Разред
- Разред Conodonta (конодонти, конусњаче) †
- Разред  † (ране безвиличњаче)
  - (Нерангиране)  †
  - (Нерангиране)  †
  - (Нерангиране)  †
- Подстабло Gnathostomata (вилични кичмењаци)
  - Разред Placodermi † (оклопњаче)
  - Разред  (хрскавичаве рибе)
  - Разред Acanthodii † (бодљикаве ајкуле)
  - Надразред Osteichthyes (кошљорибе)
    - Класа  (зракоперке)
      - Подразред Chondrostei
        - Ред  (јесетрес и кечиге)
        - Ред 

      - Подред Neopterygii
        - Инфраред Holostei
        - Инфраразред Teleostei (многи редови уобичајених риба)

    - Разред Sarcopterygii (ресоперке)
      - Подразред Actinistia (целаканти)
      - Подразред Dipnoi (дводихалице)

† - изумрли таксон
 Неки палеонтолози сматрају да су Conodonta заправо hordati, а оне су примитивне рибе. За потпуније разумевање ове таксономије, погледајте чланак кичмењаци.
Положај у колена Chordata још није решен. Филогенетска истраживања из 1998. и 1999. године подржала су идеју да змијуљице и пакларе формирају природну групу, у Cyclostomata (колоусте), којој је сестринска група Gnathostomata.
Различите групе риба чине више од половине кичмењака. По подацима из 2006. године постојало је преко 28.000 познатих постојећих врста, од којих су готово 27.000 кошљорибе, a 970 ајкуле, зракоперке и химере и око 108 змијуљица и паклара. Трећина тих врста спада у девет највећих породица; од највећег до најмањег, ове породице су: Cyprinidae, Gobiidae, Cichlidae, Characidae, Loricariidae, Balitoridae, Serranidae, Labridae, и Scorpaenidae. Око 64 породица су монотипске, тј. садрже само по једнну врсту. Коначни укупни број постојећих врста може расти до преко 32,500.

## Галерија
- Ајкула
- Ража
- Штитоноша
- Кошљориба
- Пас модруљ
- Јесетра
- Кечига
- Шаран
- Караш
- Скуша
- Зубатац
- Смуђ
- Лињак
- Сардела
- Мрена
- Штука
- Гргеч
- Јегуља
- Пастрмка